# Ferdinand Stašek
Ferdinand Stašek (3. dubna 1888 Trhové Sviny – 1935 Káhira) byl český malíř a fotograf.

## Život
Narodil se v Trhových Svinách v rodině tesaře Františka Staška. Studoval na Uměleckoprůmyslové škole v Praze, kde byl jeho profesorem Emanuel Dítě ml. Později studoval na uměleckých školách v Římě a Mnichově. Po první světové válce se přihlásil do konkurzu, který vypsalo Ministerstva kultury Egyptského království. Od roku 1923 bydlel v Káhiře, kde v roce 1935 zemřel a kde je též pochovaný.

## Dílo
Jeho počáteční tvorba je věnována jihočeské krajině. Později maloval egyptské motivy a portréty, včetně krále Fuada I., mnohdy podle fotografií. V Káhiře vystavoval poprvé na Salon du Caire v roce 1927. V Luxoru se v prosinci 2005 konala výstava fotografií Ferdinanda Staška ze sbírky Vlastimila Skákala. Výstavu tvořil soubor fotografií staré Káhiry, které pořídil Ferdinand Stašek před druhou světovou válkou.

## Galerie

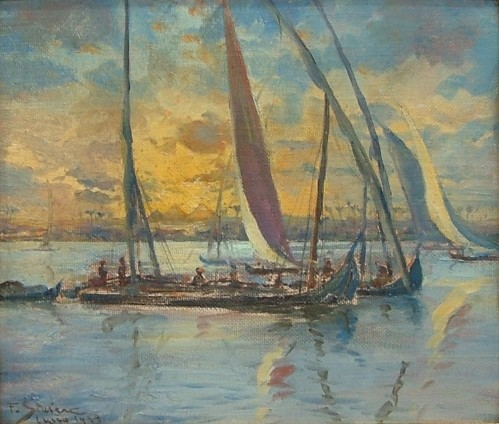
Plachetnice na Nilu
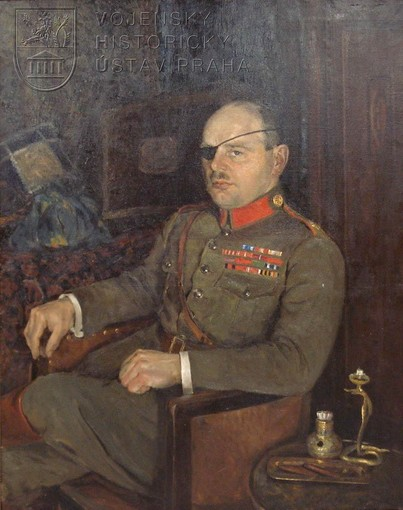
gen. Jan Syrový, (1928)
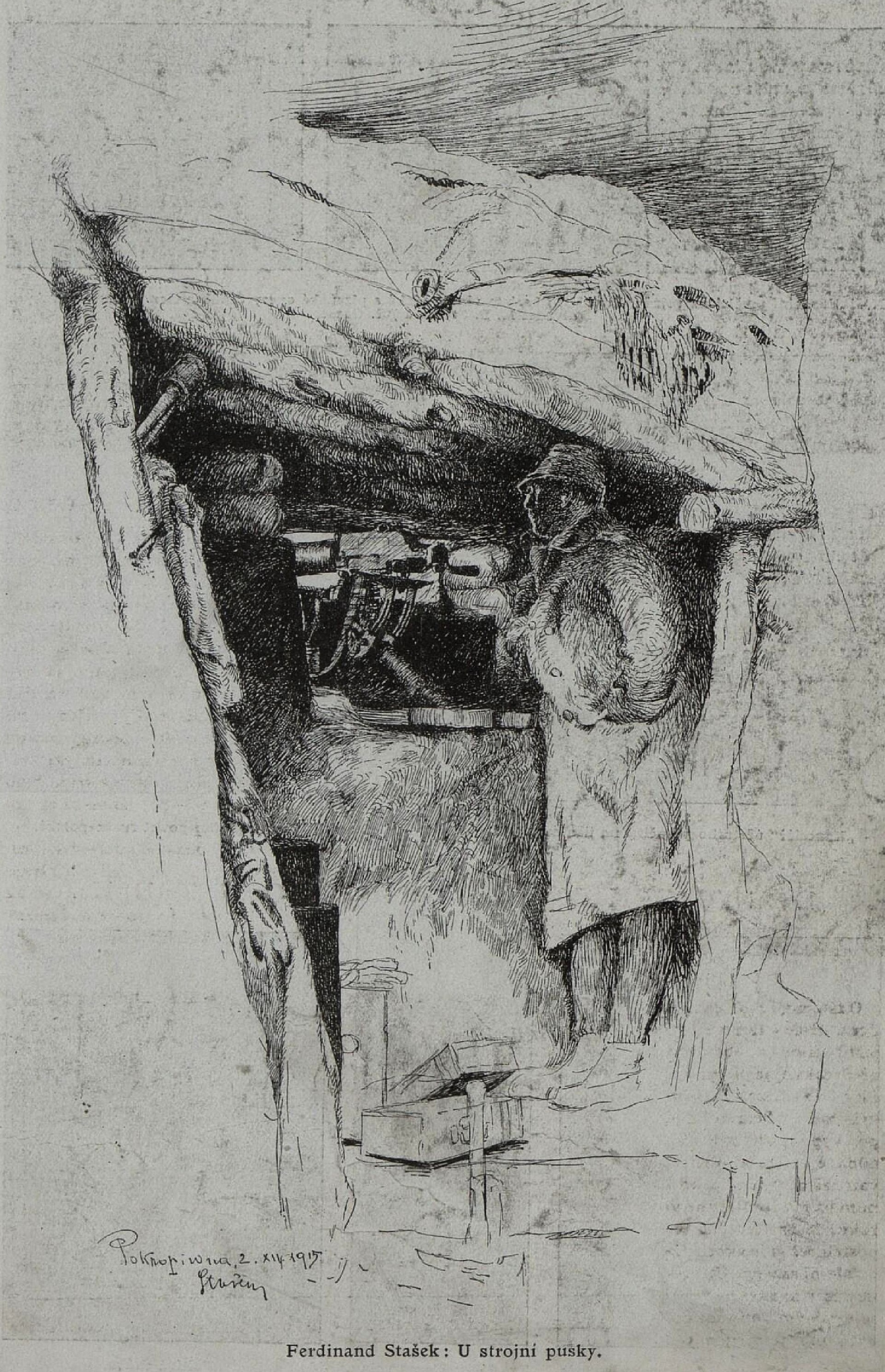
U strojní pušky
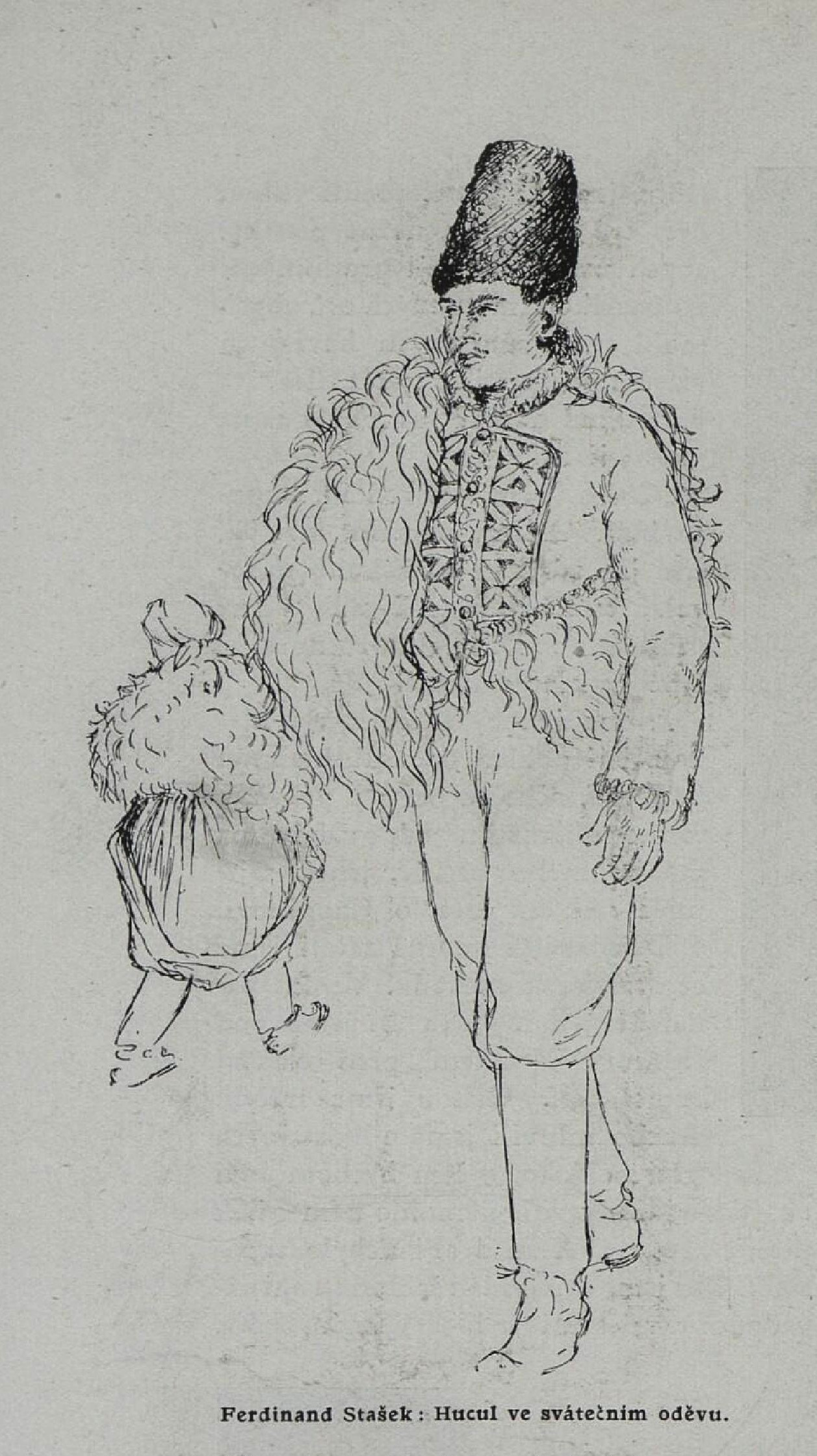
Hucul ve svátečním oděvu
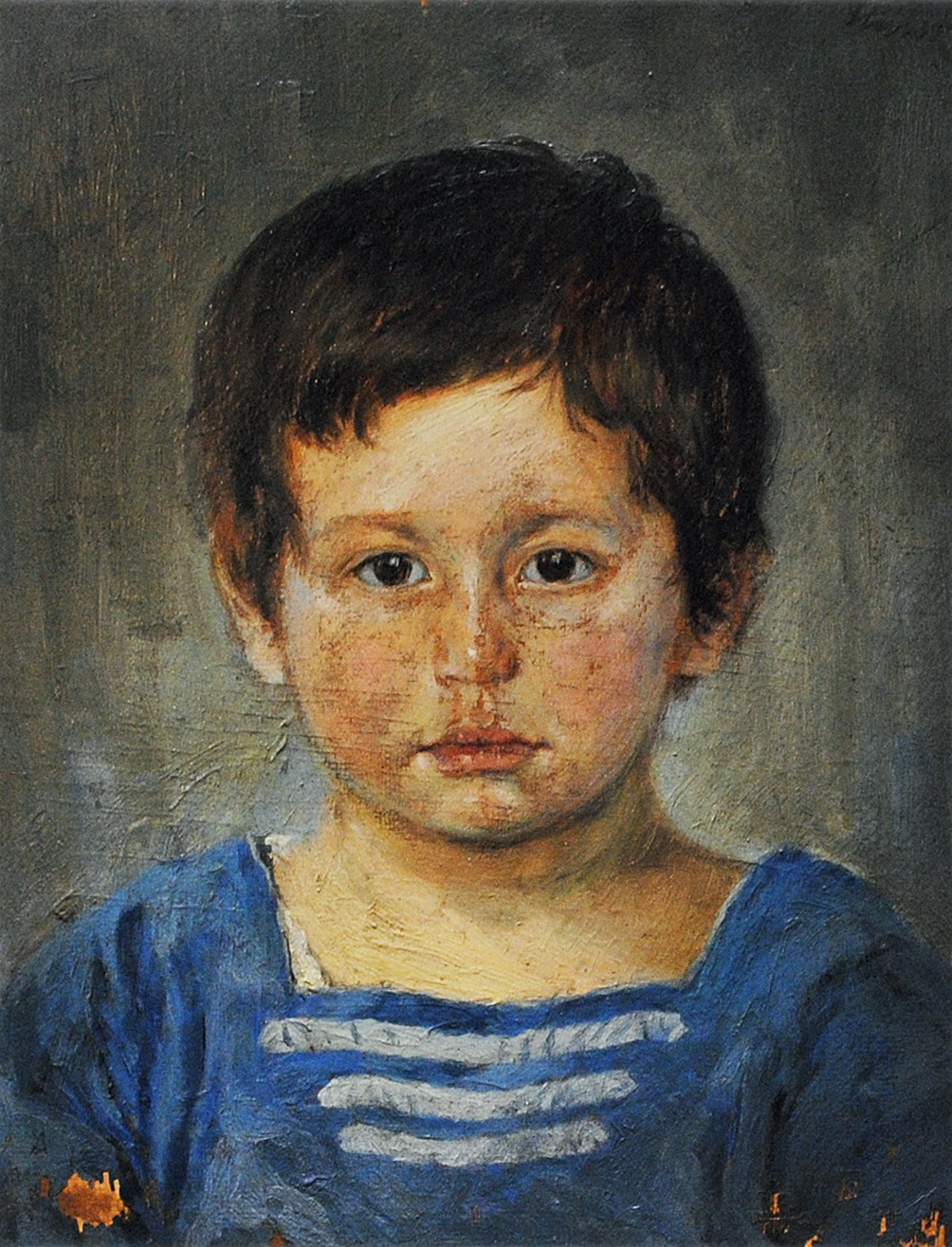
Portrét chlapce (1921)